# Iraq in Fragments
Pour plus de détails, voir Fiche technique et Distribution.
Iraq in Fragments est un film américain réalisé par James Longley, sorti en 2006.

## Synopsis
Un portait de l'Irak pendant la guerre d'Irak.

## Fiche technique
- Titre : Iraq in Fragments
- Réalisation : James Longley
- Musique : James Longley
- Photographie : James Longley
- Montage : James Longley, Billy McMillin et Fiona Otway
- Production : James Longley et John Sinno
- Société de production : Daylight Factory et Typecast Pictures
- Société de distribution : Typecast Releasing (États-Unis)
- Pays :  États-Unis
- Genre : Documentaire
- Durée : 94 minutes
- Dates de sortie : 
  -  États-Unis : 8 novembre 2006

## Distinctions
Le film a été nommé à l'Oscar du meilleur film documentaire en 2007.